# Alumbramento
Alumbramento  é o terceiro álbum de estúdio do cantor e compositor brasileiro Djavan, lançado em 1980 pela EMI-Odeon. O disco traz alguns de seus maiores sucessos, "Meu Bem Querer", além de canções como "A Rosa" (de autoria de Chico Buarque) e "Lambada de Serpente" (feita em parceria com Cacaso). O álbum destaca-se por conta de parcerias de Djavan com outros compositores, visto que as mesmas se seguem raramente nos trabalhos seguintes.

## Recepção
| Críticas profissionais | Críticas profissionais |
| Avaliações da crítica  | Avaliações da crítica  |
| Fonte                  | Avaliação              |
| ---------------------- | ---------------------- |
| Allmusic               | [ 3 ]                  |
| Notas Musicais         | [ 4 ]                  |

Alvaro Neder em sua crítica para o AllMusic concedeu ao álbum 4 de 5 estrelas, chamando-o de "excelente", dando ênfase as canções "Tem Boi Na Linha," classificando-a como um "samba vigoroso", "Sim Ou Não," chamando-a de um delicado samba, além das tristes "Lambada de Serpente" e "Meu Bem Querer". O crítico também deu destaque a outras canções como "A Rosa", "Sururu de Capote" e "Aquele Um".

## Faixas
Lado A
| N.º | Título                       | Compositor(es)                  | Duração |  |
| 1.  | "Tem Boi Na Linha"           | Djavan Aldir Blanc Paulo Emílio | 2:39    |  |
| 2.  | "Sim ou Não"                 | Djavan                          | 3:16    |  |
| 3.  | "Lambada de Serpente"        | Djavan Cacaso                   | 3:27    |  |
| 4.  | "A Rosa" (com Chico Buarque) | Chico Buarque                   | 4:24    |  |
| 5.  | "Dor e Prata"                | Djavan                          | 2:54    |  |

Lado B
| N.º | Título                     | Compositor(es)       | Duração |  |
| 6.  | "Meu Bem Querer"           | Djavan               | 3:26    |  |
| 7.  | "Aquele Um"                | Djavan Aldir Blanc   | 3:07    |  |
| 8.  | "Alumbramento"             | Djavan Chico Buarque | 3:32    |  |
| 9.  | "Triste Baía de Guanabara" | Novelli Cacaso       | 2:59    |  |
| 10. | "Sururu de Capote"         | Djavan               | 2:54    |  |